# František Salesius Šubíř z Chobyně
Mons. ThDr. František Salesius Šubíř z Chobyně (7. října 1739 – 14. února 1777 na cestě mezi Vídní a Mikulovem) byl římskokatolický duchovní, od r. 1764 kanovník olomoucké kapituly a od roku 1776 její prelát – arcijáhen. Zasloužil se o tereziánskou reformu olomoucké univerzity, sám učil krátce morálku na tamní teologické fakultě. Byl velmi aktivní při povýšení olomoucké diecéze na metropolitní arcidiecézi a vzniku brněnské diecéze.